# Алтенкирхен (Вестервалд)
Алтенкирхен (њем. Altenkirchen) град је у њемачкој савезној држави Рајна-Палатинат. Једно је од 119 општинских средишта округа Алтенкирхен (Вестервалд). Према процјени из 2010. у граду је живјело 6.042 становника. Посједује регионалну шифру (AGS) 7132501.

## Географија
Алтенкирхен се налази у савезној држави Рајна-Палатинат у округу Алтенкирхен (Вестервалд). Град се налази на надморској висини од 230 метара. Површина општине износи 11,0 km².

## Становништво
У самом граду је, према процјени из 2010. године, живјело 6.042 становника. Просјечна густина становништва износи 550 становника/km².

## Међународна сарадња
| Мјесто | Држава    | Врста сарадње | Од    |
| ------ | --------- | ------------- | ----- |
|        | Пољска    | партнерство   | 2000. |
|        | Пољска    | контакт       | 2000. |
| Тарб   | Француска | партнерство   | 1972. |
|        | Пољска    | контакт       | 1996. |
| Извор  |           |               |       |